# Bed Bath & Beyond
Bed Bath & Beyond, Incorporated war ein 1971 gegründetes US-amerikanisches Einzelhandelsunternehmen mit Sitz in Union, New Jersey. Es ging 2023 insolvent, seitdem nutzt der Versandhändler Overstock.com die Marke.
Das Unternehmen verkaufte Küchen- und Haushaltsartikel sowie Ausstattungen für Bäder, Schlaf- und Wohnzimmer. Wie alle Unternehmen dieses Typs ist der Filialist fast ausschließlich in Einkaufszentren oder in Gewerbegebieten anzutreffen und hat kaum alleinstehende Filialen in innenstädtischer Lage.
Im Geschäftsjahr 2020 erzielte das Unternehmen einen Umsatz von 9,23 Mrd. US-Dollar nach 12,2 Mrd. US-Dollar im Jahr 2016. Es war im S&P 500 gelistet.
In der COVID-19-Pandemie kündigte Bed Bath & Beyond an, etwa ein Fünftel der Filialen zu schließen. Das Unternehmen verkaufte die Tochterunternehmen Christmas Tree Shops (im Oktober 2020) und Cost Plus World Market (Anfang 2021). Nachdem der CEO Mark Tritton Ende Juni 2022 das Unternehmen verlassen hatte, kündigte es weitere Schließungen, Entlassungen und Personalwechsel an. Gleichzeitig habe es neues Kapital bekommen. Im Januar 2023 warnte es erstmals vor der bevorstehenden Insolvenz, die kanadische Tochter stellte im Februar den Insolvenzantrag. Am 30. März 2023 gab Bed Bath & Beyond bekannt, man suche einen Käufer für ein Aktienpaket im Wert von 300 Millionen Dollar, um einen Konkursantrag abwenden zu können. Am 23. April beantragte das Unternehmen dann die Insolvenz nach Chapter 11.
Der Versandhändler Overstock.com kaufte im Juni 2023 die Markenrechte, den Onlineshop und Kundendaten aus der Insolvenzmasse. Overstock kündigte an, sich in den folgenden Monaten als Bed Bath & Beyond zu rebranden.